# کرومناو
کرومناو (به آلمانی: Krummenau) یک شهر در آلمان است که در بیرکنفلد واقع شده‌است. کرومناو ۱۵۳ نفر جمعیت دارد.